# Dubriwka
Dubriwka (ukr. Дубрівка) – wieś na Ukrainie w rejonie dubieńskim obwodu rówieńskiego.
Znajduje się przy drodze międzynarodowej M06 Kijów - Czop.
Pod koniec XIX w. kolonia Jabłonówka, w powiecie dubieńskim, w gminie z siedzibą w Dubnie, oddalonym około 7 km. Wówczas w miejscowości było 12 domów.